# Maserati 6CM
Maserati 6CM je Maseratijev dirkalnik, ki je bil v uporabi med sezonama sezone 1936 in sezone 1939. Z njim so dirkali tudi Aldo Marazza, Luigi Villoresi, Ettore Bianco, kasneje pa je z njim nastopalo še več dirkačev kot privatniki. Šasija je bila zgrajena po zgledu dirkalnika Maserati 4CM, sprednje vzmetenje pa je iz dirkalnika Maserati V8RI. Prva različica je imela super procesorski inline-6 motor s prostornino 1493 cm³, ki je lahko proizvajal moč 155 KM pri 6500 rpm, tehtal je 540 kg, dosegal pa je hitrost do 225 km/h. Izboljšana verzija iz leta 1938 pa je imela izboljšani motor, ki je proizvajal 175 KM pri 6600 rpm. Večina dirkalnikov je bila prodana privatnikom kot so Austin Dobson, Lord Howe in John Peter Wakefield. Slednji je z njim zmagal na dirki za Veliko nagrado Neaplja v sezoni 1939, v letih 1937, 1938 in 1939 pa so z dirkalnikom 6CM na dirki Targa Florio zmagali Giulio Severi, Giovanni Rocco in Luigi Villoresi.